# 施乐

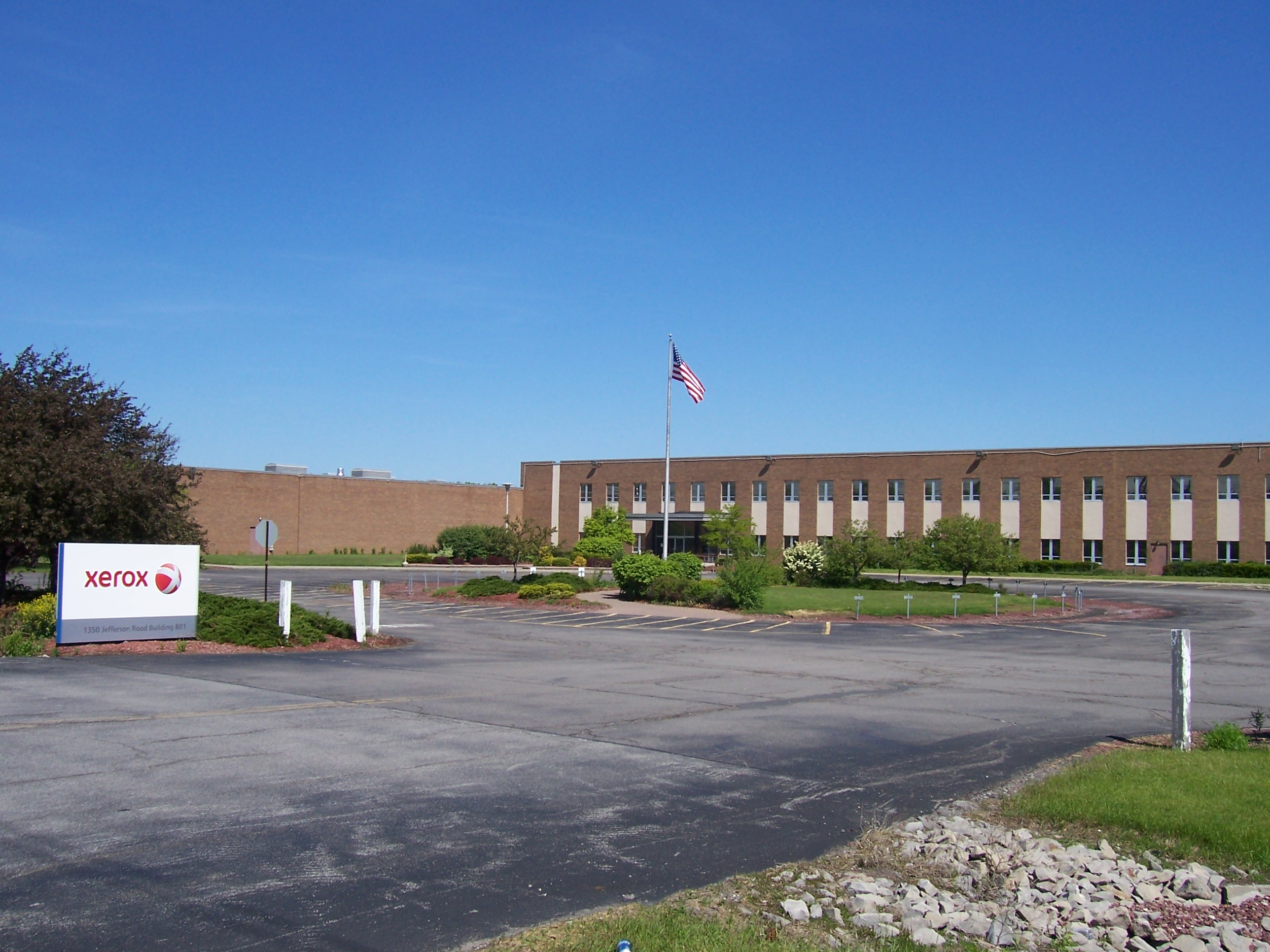
紐約廠

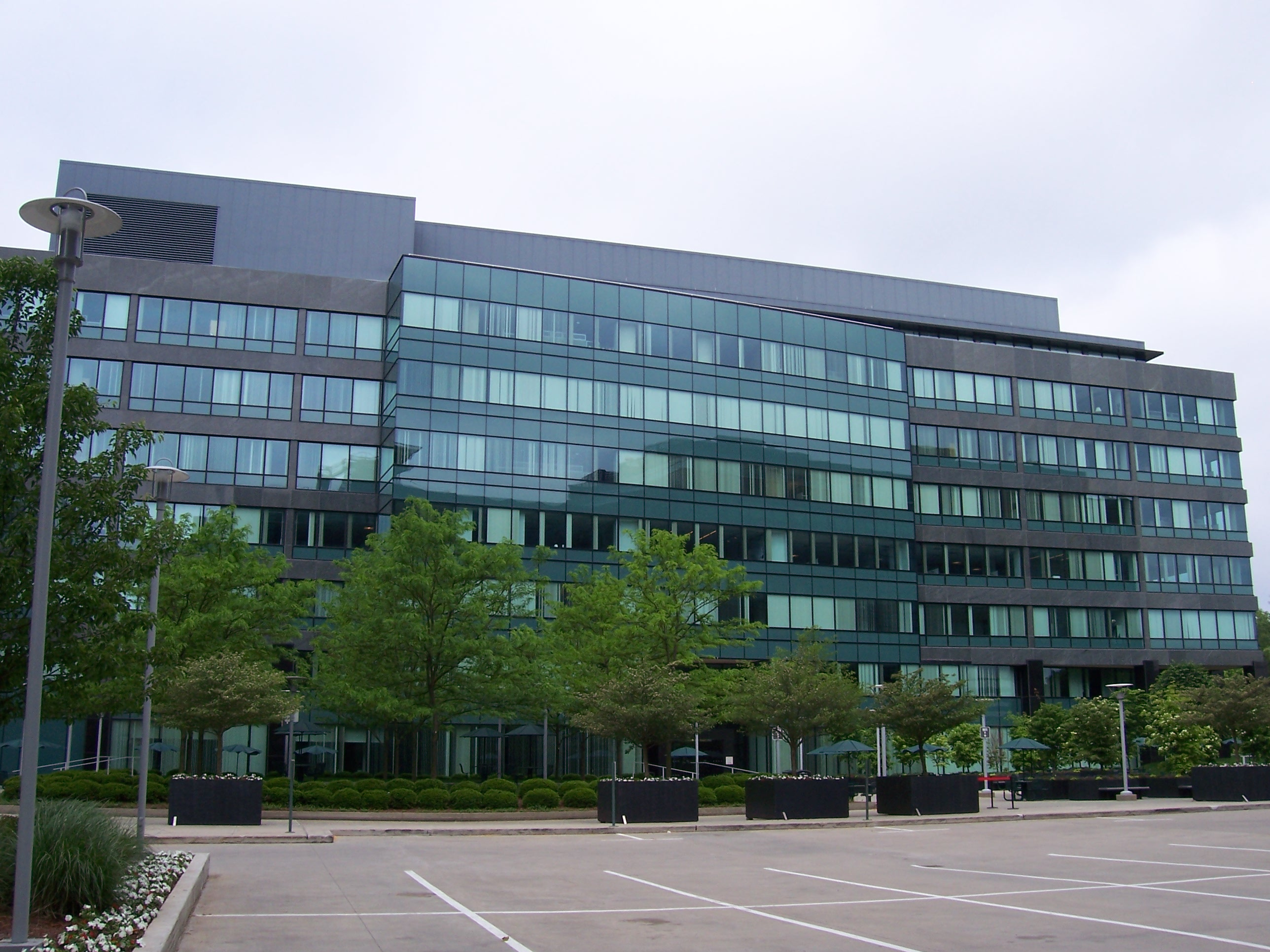
總部

全錄公司（Xerox，发音：/ˈzɪərɒks/，：XRX），香港稱為施樂，是一家美国文檔管理、處理技術公司，產品包括印表機、影印機、數字印刷設備以及相關的服務和耗材供應。全錄公司的總部位於美國康涅狄格州費爾菲爾德縣諾沃克（於2007年10月自費爾菲爾德縣史丹福搬遷）。纽约州羅切斯特是全錄公司的誕生地，現在仍是全錄公司的辦公地點。
由於全錄在辦公室光學設備、尤其是影印機方面的成功，在美式英語甚至有將其品牌名稱「xerox」直接當作「影印」（photocopy）的動詞或名詞之代用詞的非正式習慣。此外現在電腦中隨處可見的圖型化介面也是由全錄公司和旗下的帕羅奧多研究中心發明的。

## 歷史
1973年全錄開發出带有GUI與滑鼠的Xerox Alto，但是當時電腦性能不足，董事會也沒看出商機，不看好並未推出商品化。
1979年喬布斯參觀了全錄的PARC研究所看到全錄原型機Xerox Alto，喬布斯決定開發圖形使用者介面的新電腦。1983年蘋果公司推出了Apple Lisa，首次採用GUI的商品化電腦。1985年微軟公司也應用GUI推出了Windows 1.0。
2009年9月28日全錄以64億美元，收購美國電腦服務公司Affiliated Computer Services（ACS）。
香港分公司在1964年成立，原稱蘭克全錄（香港）有限公司，2000年12月成為富士全錄株式會社的附屬機構（由富士胶片FUJIFILM株式會社（日本）和全錄有限公司（美國）按75:25股權比例組成），辦事處位於太古灣道12號（即溜冰場旁边）。
2018年1月31日，富士胶片宣布與施樂達成協議，兩者合營企業富士施樂（Fuji Xerox）將與施樂合併，富士胶片將擁有合併後公司50.1%權益。施樂股東將獲派每股9.8美元特別派息，並擁有其餘49.9%權益。但收购案遭到施乐大股东达尔文·迪森（Darwin Deason）的反对。他要求叫停收购，并向纽约州法院提出了多起诉讼。4月27日，美国纽约州高级法院命令施乐暂停被收购相关程序。5月，施乐单方面退出了与富士胶片的合并计划。6月18日，富士胶片向美国曼哈顿地方法庭提起诉讼，指控施乐公司单方面撕毁并购交易，要求后者赔偿10亿美元。
2019年11月5日富士胶片以23億美元回購施樂所持的合資子公司富士施樂的25%股份，交易完成后富士施樂成為全資子公司。交易條件是富士胶片放棄對美國施樂價值61億美元的收購，並撤回因施樂推翻交易而提出的10億美元索償，結束雙方近兩年的糾紛。

## 發明圖形使用者介面
全錄發明了電腦的圖形使用者介面，卻未將之发扬光大，反而讓蘋果與微軟開啟圖形使用者介面的商機並應用在其新商品。